# John Collier
John Collier (født 27. januar 1850 i London, død 11. april 1934 i London) var en britisk kunstmaler. 
John Collier var elev hos den nederlandske Lawrence Alma-Tadema med genreartede fremstillinger af antikke motiver. Senere udviklede han sig som portrætmaler.
Han lavede de fleste af sine malerier i overensstemmelse med prærafaelitternes idealer vedrørende farveskala, komposition og formsprog.

## Galleri
- Lilith, 1892
- Lady Godiva, 1898
- Angela McInnes, 1914